# 蒂布维尔
蒂布维尔（法語：Thibouville，法語發音：[tibuvil]）是法国厄尔省的一个市镇，位于该省中部偏西，属于贝尔奈区。

## 地理
蒂布维尔（49°8'52"N, 0°47'33"E）面积8.83 平方千米，位于法国诺曼底大区厄尔省，该省份为法国北部内陆省份，北起滨海塞纳省，西接奧恩省和卡爾瓦多斯省，南至厄尔-卢瓦省，东临瓦兹省、瓦兹河谷省和伊夫林省。
与蒂布维尔接壤的市镇（或旧市镇、城区）包括：阿库尔、圣奥波尔蒂内-迪博斯克、鲁日佩里耶、埃卡当维尔-拉康帕涅、古皮勒奥通、里勒河畔纳桑德尔。
蒂布维尔的时区为UTC+01:00、UTC+02:00（夏令时）。

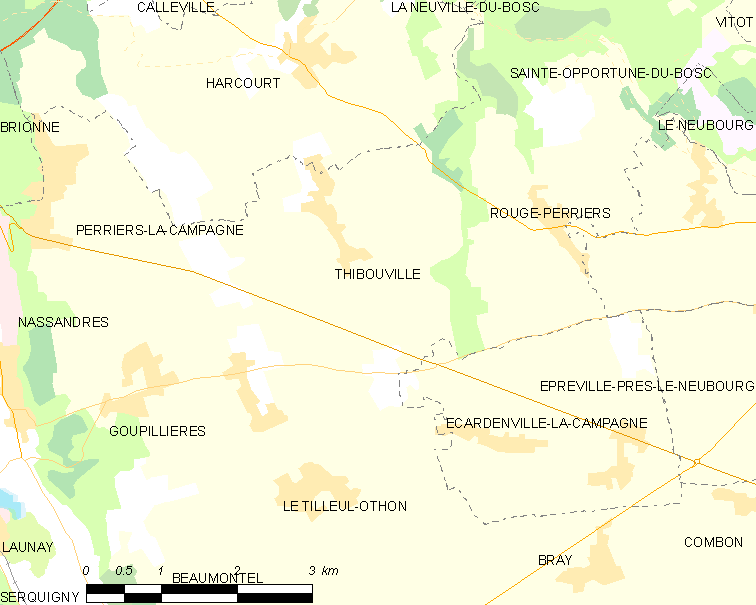
蒂布维尔的OSM定位图

## 行政
蒂布维尔的邮政编码为27800，INSEE市镇编码为27630。

## 政治
蒂布维尔所属的省级选区为布里奥讷县。

## 人口

1962-2008年间蒂布维尔人口变化图示

蒂布维尔于2022年1月1日时的人口数量为326人。